# Resolutie 2043 Veiligheidsraad Verenigde Naties
Resolutie 2043 van de Veiligheidsraad van de Verenigde Naties werd op 21 april 2012 unaniem aangenomen door de VN-Veiligheidsraad. De resolutie verhoogde het aantal waarnemers dat moest toezien op het staakt-het-vuren in Syrië tot 300. Een voorhoede van dertig waarnemers was op 14 april gestuurd om na te gaan of een uitgebreide waarnemingsmissie nuttig zou zijn.
De ongewapende militaire waarnemers kregen een mandaat van 90 dagen en hun waarnemingsmissie kreeg de naam VN-toezichtsmissie in Syrië of "UNSMIS" mee. Veel landen vinden het echter gevaarlijk om die nu al te sturen, gezien het geweld in Syrië nog niet was gestopt. De Verenigde Staten en het Verenigd Koninkrijk zagen weinig slaagkansen voor de missie terwijl landen als Frankrijk en Duitsland zich duidelijk achter de door Rusland ingediende resolutie schaarden om hun steun aan het vredesplan van gezant Kofi Annan te betuigen. De VS benadrukten dat de missie de laatste kans was voor het Syrische regime, en dat er zware sancties zouden volgen als dat regime niet van koers veranderde.
De Syrische president Assad werd opgeroepen zijn troepen en wapens terug te trekken uit de bevolkingscentra. De Veiligheidsraad zou de uitvoering van resolutie 2043 als uitgangspunt nemen voor verdere stappen, zoals mogelijk sancties. Een van de eisen was dat de waarnemers ongehinderd hun werk konden doen. Er werd ook op aangedrongen dat de missie eigen helikopters kon gebruiken, wat tot dusver door Syrië werd geweigerd.
Syrië stelde van zijn kant dat het wel degelijk het zespuntenplan van Kofi Annan uitvoerde. Andere Arabische- en internationale organisaties moesten stoppen met gewapende groepen in het land aan te moedigen. Het land zou zich verzetten tegen inmenging in zijn binnenlandse aangelegenheden en zijn soevereiniteit verdedigen.

## Achtergrond
In 2011 braken in navolging van andere Arabische landen ook in Syrië protesten uit tegen het regime. Dat regime van president Bashar al-Assad probeerde de protesten met harde hand neer te slaan, waarbij duizenden doden vielen. Eind 2011 stelde de Arabische Liga een vredesplan voor en stuurde waarnemers, maar dat plan mislukte. Van de kant van de VN werden verscheidene resoluties van de Veiligheidsraad geblokkeerd door Rusland en China. In februari 2012 werd voormalig secretaris-generaal Kofi Annan aangesteld als bemiddelaar. Zijn plan hield een staakt-het-vuren in dat op 10 april 2012 moest ingaan, en waarop VN-waarnemers zouden toezien.

## Inhoud

### Waarnemingen
De Veiligheidsraad veroordeelde de wijdverbreide mensenrechtenschendingen in Syrië door de autoriteiten en door gewapende groeperingen. De landen rondom Syrië hadden veel gedaan om vluchtelingen op te vangen. Ondanks Syriës toezegging op 25 maart 2012 om het zespuntenvoorstel van gezant Kofi Annan uit te voeren bleef het geweld doorgaan. In de dagen volgend op 12 april 2012, de dag waarop de secretaris-generaal Ban Ki-moon vaststelde dat beide partijen het staakt-het-vuren leken na te leven, escaleerde het geweld nog. De secretaris-generaal stelde voorts dat een waarnemingsmissie veel zou bijdragen aan het naleven van dat staakt-het-vuren.

### Handelingen
De Veiligheidsraad riep op het zespuntenvoorstel dringend uit te voeren teneinde het geweld te stoppen, humanitaire hulp mogelijk te maken en Syrië naar een democratisch systeem te leiden waarin alle burgers gelijken zijn. De UNSMIS-waarnemingsmissie werd opgericht met 300 ongewapende militaire waarnemers en een civiele component voor een eerste periode van 90 dagen. De inzet van deze missie moest snel gebeuren op basis van de toestand in Syrië; onder meer het einde van het geweld. USNMIS kreeg als taken het toezien op het einde van het geweld door alle partijen en de uitvoering van het zespuntenvoorstel ondersteunen.
De secretaris-generaal en de Syrische overheid werden gevraagd zo snel mogelijk een status of mission-akkoord af te sluiten. Syrië werd ook opgeroepen de effectieve en ongehinderde werking van de missie te verzekeren en toe te laten dat het met personen kon communiceren zonder dat die personen daarvoor zouden worden geviseerd. Alle partijen werden ook opgeroepen de veiligheid van de waarnemers te verzekeren.

## Verwante resoluties
- Resolutie 2042 Veiligheidsraad Verenigde Naties
- Resolutie 2059 Veiligheidsraad Verenigde Naties
- Resolutie 2118 Veiligheidsraad Verenigde Naties (2013)

Lijst ·  2033 ·  2034 ·  2035 ·  2036 ·  2037 ·  2038 ·  2039 ·  2040 ·  2041 ·  2042 ·  2043 ·  2044 ·  2045 ·  2046 ·  2047 ·  2048 ·  2049 ·  2050 ·  2051 ·  2052 ·  2053 ·  2054 ·  2055 ·  2056 ·  2057 ·  2058 ·  2059 ·  2060 ·  2061 ·  2062 ·  2063 ·  2064 ·  2065 ·  2066 ·  2067 ·  2068 ·  2069 ·  2070 ·  2071 ·  2072 ·  2073 ·  2074 ·  2075 ·  2076 ·  2077 ·  2078 ·  2079 ·  2080 ·  2081 ·  2082 ·  2083 ·  2084 ·  2085